# Takaga Koi Daro
Takaga Koi Daro (たかが恋だろ? conosciuto anche col nome inglese di It's Only Love) è un manga yaoi scritto da Saki Aida ed illustrato da Yugi Yamada. Il titolo, pubblicato originariamente nel 2009 ha ricevuto un seguito con la serie Aiso Tsukashi.

## Trama
Izumi, sposatosi giovanissimo, è costretto a crescere da solo Makoto dopo la morte di Chiaki, morta nel dare alla luce il figlio. A sostenere il giovane vi è il cognato, Kyosuke Sawaragi, che, approfittando della propria condizione di capo yakuza, affida la gestione di un bar ad Izumi dimodoché il ragazzo possa trascorrere più tempo col figlio.
Nonostante la giovane età, Izumi non ha intenzione di concedersi più alcuna storia romantica dopo la morte della moglie. Tutto cambia quando sulla strada del ragazzo-padre si ripresenta una vecchia conoscenza: Shin. Questi, amico delle medie che aveva interrotto bruscamente i rapporti d'amicizia, inizia a frequentare assiduamente il giovane, facilitato dalla grande amicizia fra i due bambini Makoto ed Ai, nipote di Shin.
Quando Izumi si accorge di provare qualcosa per il brusco ed imperscrutabile Shin, il cognato yakuza – ingelosito dalle attenzioni dimostrate all'uomo che ama segretamente da sempre – gli rivela che Shin non è che un poliziotto sotto copertura e che lo sta usando per incriminare il giro mafioso che frequenta.
Distrutto dalla rivelazione, Izumi affronta Shin, e questi gli rivela un'altra terribile verità: Sawaragi usa il bar in cui lavora come centro del commercio al dettaglio di sostanze stupefacenti.
In un raid della polizia il traffico viene arrestato, ma Sawaragi riesce a scappare; solo dopo aver visitato un'ultima volta la tomba della sorella si costituisce, non prima di aver svelato ad Izumi di averlo sempre tenuto al di fuori del traffico vero e proprio, facendogli svolgere semplici mansioni di barista.
Sollevato dalla rivelazione, al ragazzo-padre non resta che aspettare con Makoto la fine della pena che Kyosuke è costretto a scontare, mentre Shin gli si propone come compagno fisso.

## Personaggi
Izumi
Ragazzo padre e vedovo, lavora come banconista grazie ai favori del cognato yakuza, che gli garantisce così di passare molto tempo col figlio.
Profondamente ferito dall'abbandono inspiegabile dell'amico delle medie, Izumi si è a lungo interrogato sul sentimento che l'univa all'amico e perciò, ritrovatoselo davanti dopo anni di silenzio, non può che dimostrarsi diffidente e timoroso di un nuovo abbandono, soprattutto ora che, vedovo, è solo di fronte alla sfida di crescere un figlio.
Shin Takatsudo
Zio di Ai e detective della polizia sotto copertura, Shin ama Izumi sin dai tempi delle medie; turbato dalla scoperta della propria omosessualità, non è mai però riuscito a vivere serenamente accanto all'amico, così da maturare la decisione di abbandonarlo per sfuggire ai sensi di colpa.
Ritrovato Izumi coinvolto nel caso di spaccio di cui è incaricato, non riesce più a contenere i suoi sentimenti e così, nonostante sbalzi d'umore ed un goffo corteggiamento, riesce infine a dichiararglisi.
Kyosuke Sawaragi
Capo yakuza del quartiere, fratello della defunta Chiaki e cognato di Izumi. Inizialmente apparentemente ostile a quest'ultimo mentre recita la parte del pericoloso e geloso fratello protettivo nei confronti di Chiaki. Dopo la morte della sorella, svela tuttavia la reale ed insospettabile attrazione provata nei confronti del ragazzo, il quale - in preda alla depressione provocata dalla morte della moglie - gli si concede una volta in preda ai fumi dell'alcol.
Tale esperienza viene poi taciuta ed ignorata da entrambi, mentre Kyosuke continua a provare un interesse amoroso nei confronti del cognato ed Izumi, ancora confuso circa i propri sentimenti, accetta di porsi sotto l'ala protettiva dello yakuza per il bene del figlio Makoto.
Makoto
Figlio di Izumi e Chiaki, Makoto è un bambino vivace ed intraprendente. La sua profonda amicizia con Ai - al quale è legato al punto da dichiarare innocentemente di volerlo sposare - permette ad Izumi e Shin di frequentarsi assiduamente e a riscoprire il sentimento d'amore che li unisce attraverso lo specchio dell'amicizia ambigua che unisce i due bambini.
Chiaki Sawaragi
Energica ed impulsiva sorella minore di Kyosuke e fidanzata e poi moglie di Izumi. Vera leader nel rapporto di coppia, è stata lei a prendere l'iniziativa sia nell'occasione in cui ha presentato il fidanzato al possessivo fratello, sia nel comunicare ai suoi due uomini – Kyonosuke e Izumi – di essere incinta.
Sfogliando l'annuario delle scuole medie del marito, trova per caso la foto di Shin; intuendo la grande amicizia che legava i due ragazzi all'epoca ed immaginando che l'amico scomparso sia morto, decide di chiamare il proprio figlio Makoto, malinterpretando il kanji che compone il nome dell'amico del marito.
Ai
Migliore amico di Makoto e nipote di Shin. Il nome femmineo e l'aspetto delicato lo rendono già all'asilo un bersaglio dei bulli. Difeso sin dal primo giorno di scuola dal futuro migliore amico, accetta di buon grado la proposta ingenua di Makoto di sposarsi una volta raggiunta la maggiore età, per non correre il rischio di separarsi mai.

## Manga

### Volumi
| Nº | Giapponese 「Kanji」 - Rōmaji      | Data di prima pubblicazione      | Data di prima pubblicazione |
| Nº | Giapponese 「Kanji」 - Rōmaji      | Giapponese                       |                             |
| 1  | 「たかが恋だろ」 - Takaga Koi Daro | 3 luglio 2009 ISBN 9784813051879 |                             |